# ایم-۴۷ فالکون

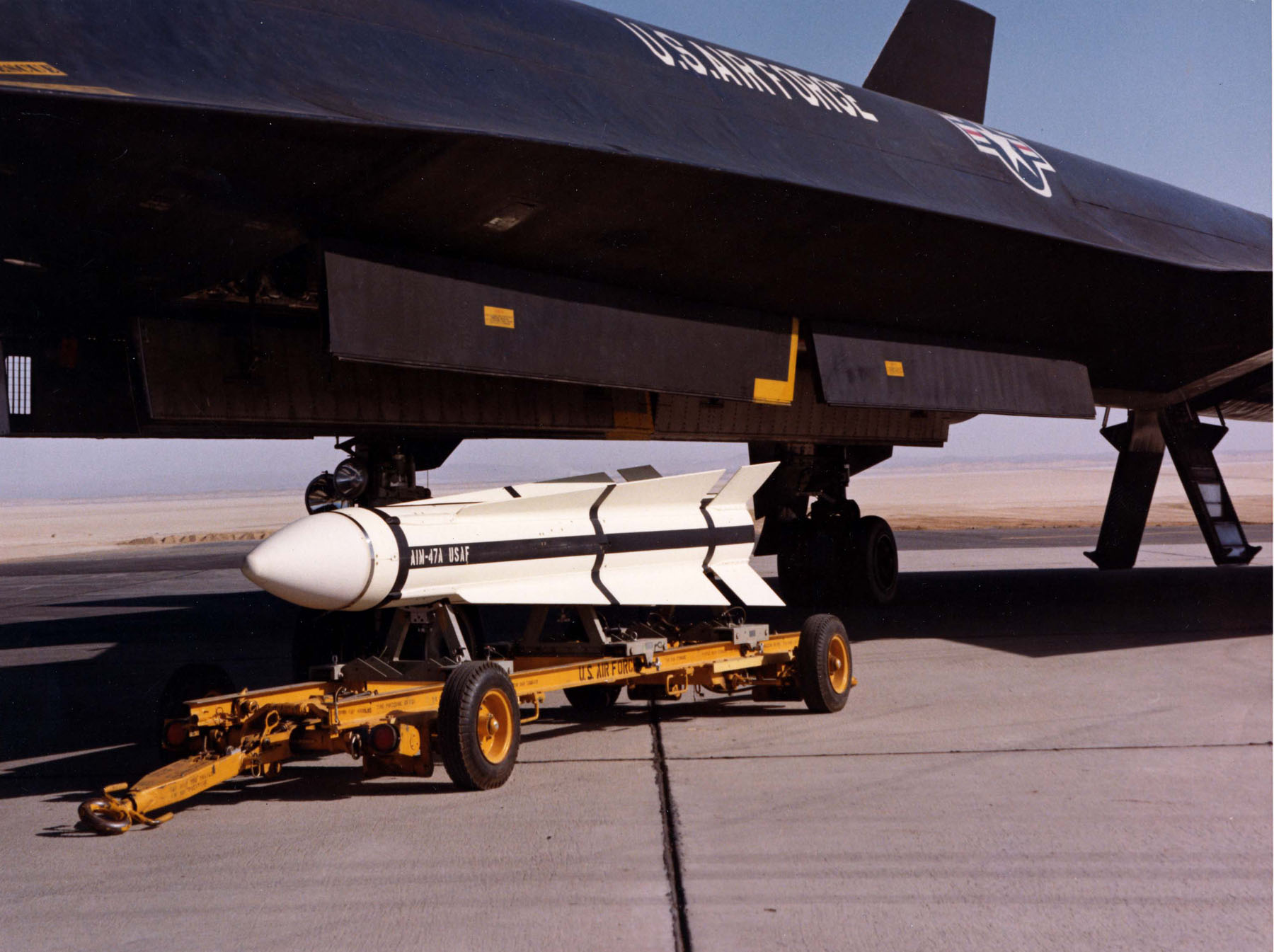
یک ایم-۴۷ای در انتظار بارگیری در وای‌اف-۱۲

هیوز ایم-۴۷ فالکون(به انگلیسی: AIM-47 Falcon)، در اصل جی‌ای‌آر-۹، یک موشک هوابه‌هوا بسیار دوربرد ساخت ایالت متحده بود که طراحی اولیه ایم-۴ فالکون قبلی را دارا بود. این موشک در سال ۱۹۵۸ همراه با سیستم کنترل آتش راداری جدید Hughes AN/ASG-18 که برای مسلح کردن هواپیمای رهگیر رپیر و پس از لغو آن، جت وای‌اف-۱۲ (که تولید آن پس از تنها ۳ فروند لغو شد) توسعه یافت. این موشک هرگز به صورت عملیاتی مورد استفاده قرار نگرفت، اما به جای آن ایم-۵۴ فینیکس بود که در گرومن اف-۱۴ تام‌کت استفاده شد.